# Svend Olufsen
Svend Andreas Grøn Olufsen, född  12 december 1897 i Struer, Danmark, död 22 december 1949 i Struer, var en dansk ingenjör och företagsledare. Han grundade 1925 tillsammans med Peter Bang hemelektronikföretaget Bang & Olufsen.

## Uppväxt och utbildning
Svend Olufsen var son till Peter Olufsen (1862–1933) och Anna Hansen (1866-1941). Familjen bodde med sina sju barn på godset Quistrup, som Peter Olufsen förvärvade 1888.  Svend Olufsen var en blyg ung man som tidigt intresserade sig för elektriska och kemiska experiment. Efter examen från Ingeniørhøjskolen i Århus år 1924 började han experimentera med radioapparater i tornrummet på godset Quistrup. Detta tornrum skulle senare bli Bang & Olufsens första laboratorium. 
När Olufsen hade lyckats bygga en radiomottagare bad han Simon Petersen, klasskamraten från ingenjörsskolan i Århus, att bli hans partner i ett framtida företag som skulle tillverka och sälja radioapparater. Men Petersen var son till en småbonde och saknade det nödvändiga startkapitalet.  Han föreslog då den gemensame vännen från skolan i Århus, Peter Bang som partner. 

## Början av Bang & Olufsen

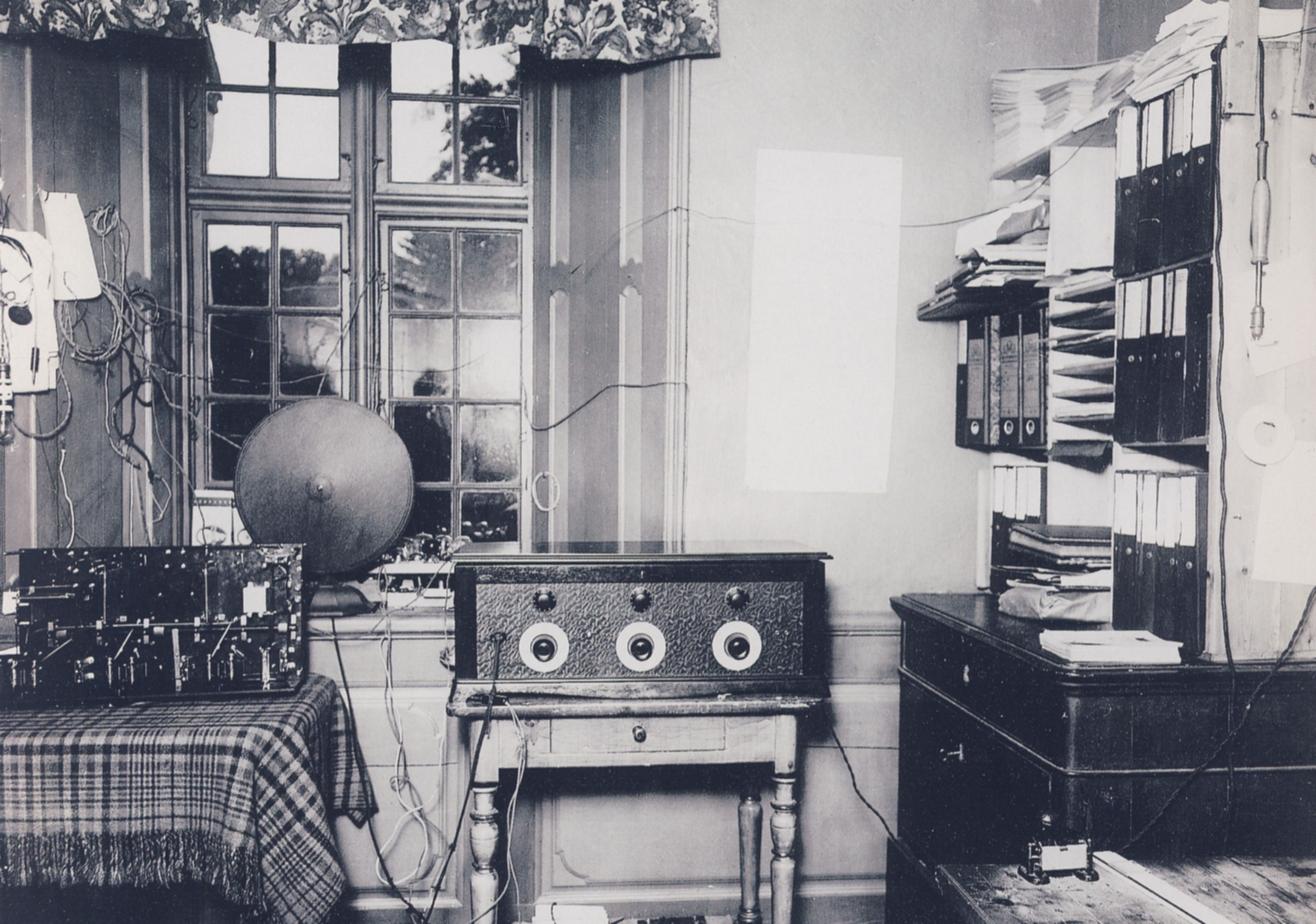
Tornrummet på Quistrup 1925. Svend Olufsens radiomottagare står i mitten.

Peter Bang hade samlat erfarenhet i radiokonstruktion och -produktion under en vistelse i USA 1924. När han fick se tornrummet på Quistrup med Svends utrustning tog det inte lång tid för honom att bestämma sig. De båda ingenjörerna började strukturera sina projekt och den 17 november 1925 bildade de med hjälp av kapital från sina respektive fäder företaget “A/S Bang & Olufsen Produktionsselskad”.  Aktiekapitalet var på 10 000 danska kronor.
Företagets start var trög och till en början tillverkade man inga radioapparater utan batterieliminatorer till radioapparater, som kom under namnet Eliminator på marknaden. Eliminatorn lanserades 1926 som första kommersielle produkt och tillverkades fram till 1934. 
Tack vare Peter Bangs initiativ och teknisk, innovativt kunnande började Bang & Olufsen även producera högtalare och mikrofoner och från 1928 även radioapparater som inte matades med ström från batterier utan direkt från elnätet.
När Svend Olufsen dog 1949 fortsatte Peter Bang som ensam direktör för företaget. Svend Olufsen är liksom Peter Bang begravd på Grimsing kyrkogård utanför Struer.